# Жртве Совјетског Савеза у Другом светском рату
Губици Совјетског Савеза у Другом светском рату износили су око 27.000.000, како цивилних тако и војних из свих ратних узрока, иако су тачне бројке спорне. Цифра од 20 милиона се сматрало званичним током совјетске ере. Постсовјетска влада Русије процењује совјетске ратне губитке на 26,6 милиона, на основу студије Руске академије наука из 1993. године, укључујући људе који су умрли од последица рата.    Ово укључује 8.668.400 војних смртних случајева према израчунавању руског Министарства одбране.
Бројке које је објавило руско Министарство одбране прихватила је већина историчара ван Русије. Међутим, званична бројка од 8,7 милиона војних погибија оспоравају руски научници који верују да број мртвих и несталих ратних заробљеника није тачан и да су неопходна нова истраживања да би се утврдили стварни губици. Званичници руског Централног архива Министарства одбране (ЦДМА) тврде да њихова база података наводи имена отприлике 14 милиона мртвих и несталих службеника.    Руски председник Дмитриј Медведев изјавио је 2009. да је више од 2,4 милиона људи се и даље званично сматра несталим у акцији, а оно од 9.5 милиона људи сахрањених у масовним гробницама, шест милиона је неидентификовано. Неки руски научници процењују укупан број губитака у рату, како цивилних тако и војних, на преко 40 милиона. Године 2020. Михаил Мелтјухов, који ради са руским федералним архивским пројектом, тврдио је да је 15.9–17.4. Немачка и њени савезници су током рата убили милионе цивила на совјетској територији.

## Резиме руских извора
Смртни случајеви везани за рат детаљно описани у руским изворима су следећи.
- Студија Кривошејева навела је 8.668.400 ненадокнадивих губитака (од наведене снаге): 5.226.800 погинулих у акцији, 1.102.800 умрлих од рана у пољским болницама, 555.500 мртвих без борбе, погинулих и несталих ратних заробљеника, 4.0059. Одбици су износили 939.700 који су „били опкољени или нестали у акцији у окупираним областима који су поново регрутовани када су подручја ослобођена“ и 1.836.000 ратних заробљеника враћених из заточеништва. [16] [17]
- Студија Кривошејева наводи 500.000 резервиста које је непријатељ заробио након регрутације, али пре него што су примљени у снагу. [17]
- Руски извори наводе да је 2.164.000 умрло као цивилни "принудни рад у Немачкој". [18] Виктор Земсков је веровао да се заправо ради о војним смртима које нису укључене у извештај Кривошејева. Земсков је навео да је војних погинулих 11,5 милиона. [а]
- Осуђеници и дезертери наведени у студији Кривошејев. 994.300 [19] [20] је осуђено пред војним судом, а 212.400 [21] је пријављено као дезертерима. [22] Они нису укључени у 8.668.000 ненадокнадивих губитака које је навео Кривошејев.
- Руски извори наводе 7.420 милиона цивила убијених у рату, укључујући и опсаду Лењинграда . Извори наведени за ову цифру су из совјетског периода. [18] Слика 7.4 милиона је оспорио Виктор Земсков који је веровао да је стварни број погинулих цивила најмање 4,5 милиона. Он је тврдио да званичне бројке укључују ратне заробљенике, особе које су емигрирале из земље, особе евакуисане током рата које се воде као нестале, као и милиције и партизанске борце.[23]
- Руски извори тврде да је било 4.1 милиона мртвих од глади у областима које је окупирала Немачка. [18]
- Затвореници Гулага. Према Виктору Земскову „због општих потешкоћа 1941–1945 у логорима, ГУЛАГ-у и затворима умрло је око 1,0 милиона затвореника.[24] Ен Еплбаум цитира руске изворе који наводе да је број погинулих у Гулагу од 1941. до 1945. износио 932.000.[25]
- Депортација етничких мањина . Руски извори наводе да је број погинулих 309.000.[26]
- Смрти рођених током рата у рату – према Андрејеву, Дарском и Харкову (АДК), дошло је до повећања смртности новорођенчади за 1,3 милиона. [3]

## Војни губици

### Анализа Кривошејева
У извештају руског Министарства одбране 1993. године, чији је аутор група на челу са генералом Г.Ф. Кривошејевим, наводе се детаљне војне жртве. Њихови извори били су совјетски извештаји са терена и други архивски документи који су били тајни током совјетске ере, укључујући тајни извештај совјетског Генералштаба од 1966. до 1968. године. Кривошевљева студија наводи да је совјетских војника мртвих и несталих 8,7 милиона и историчари је често цитирају. Кривошејев је сматрао да је цифра од 8.668 милиона тачна јер искључује позване резервисте који никада нису примљени, људе који су дуплирани као регрути јер су поново регрутовани у совјетску војску и морнарицу током рата док су се територије ослобађале и нису биле борбене. повезани узроци. Статистика од 8.668 милиона мртвих војника укључује само борбене погибије снага у теренским јединицама Војске и Морнарице  и не укључује цивилне снаге подршке у позадинским подручјима, регрутоване резервисте погинуле пре него што су на листи активних снаге, јединица милиције и мртвих совјетских партизана, Кривошејев је сматрао да их треба укључити у губитке у цивилном рату. 
|                            | Мртви и нестали | Рањени и болесни                                                |
| -------------------------- | --------------- | --------------------------------------------------------------- |
| Битка на Халхин Голу 1939. | 9,703           | 15,952                                                          |
| Инвазија Пољске 1939.      | 1,475           | 2,383                                                           |
| Зимски рат 1939–40         | 126,875         | 264,908                                                         |
| Инвазија на Румунију 1940  | 29              | 69                                                              |
| Други светски рат 1941–45  | 8,668,400       | 22,326,905 (укључујући 14.685.593 рањених и 7.641.312 болесних) |
| Укупно                     | 8,806,482       | 22,610,217                                                      |

Доњи распоред резимира совјетске жртве од 1941. до 1945. године.
| Узрок                                                              | Процена   |
| ------------------------------------------------------------------ | --------- |
| КИА или умро од рана                                               | 6,329,600 |
| Нестао у акцији                                                    | 500.000   |
| Неборбена погибија јединица на фронту <br> (болест, несреће, итд.) | 555.500   |
| Умро или убијен док је био заробљеник                              | 1,283,200 |
| Укупни ненадокнадиви губици (из наведене снаге)                    | 8,668,400 |

| Нестао у акцији                | 500.000   |
| Нестали су касније регрутовани | 940.000   |
| Смрт за ратне заробљенике      | 1,283,000 |
| Заробљеници се вратили у СССР  | 1,836,000 |
| Укупно пријављених несталих    | 4,559,000 |

Кривошевљева анализа показује да је 4.559.000 пријављених као нестало (укључујући 3.396.400 по извештајима са терена и додатних 1.162.600 процењених на основу немачких докумената), од којих је 500.000 нестало и сматрало се мртвима, 939.700 је током рата поново враћено као војсковођа, регрутовано,306. у СССР након рата, док је остатак од 1.283.300 умрло у немачком заробљеништву као ратни заробљеници или се није вратило у СССР.   Кривошхев је написао: „Према немачким изворима 673.000 је умрло у заточеништву. Од преосталих 1.110.300, совјетски извори указују да је више од половине умрло у заточеништву”.  Извори објављени ван Русије наводе да је укупни број мртвих заробљеника 3,0 милиона. Кривошејев тврди да ова бројка заснована на немачким изворима укључује цивилно особље које није укључено у извештаје теренских снага војске и морнарице.  У чланку из 1999. Кривошејев је приметио да се после рата 180.000 ослобођених ратних заробљеника није вратило у СССР и највероватније се настанило у другим земљама, Кривошејев то није споменуо у преводу своје студије на енглески језик. Према декласификованим документима из совјетских архива, 960.039 преживелих совјетских војних заробљеника предале су совјетским властима западне силе, а 865.735 су совјетске снаге ослободиле на територији коју су окупирале.
| Опис                                                       | Баланс       |
| ---------------------------------------------------------- | ------------ |
| Снага војске и морнарице – јун 1941                        | 4,902,000    |
| Регрутовано током рата                                     | 29,575,000   |
| Отпуштен током рата                                        | (9,693,000)  |
| Снага војске и морнарице у јуну 1945                       | (12,840,000) |
| Губици регрутованих резервиста 1941. нису званично уведени | (500.000)    |
| Међузбир: оперативни губици                                | 11,444,000   |
| Нестали су касније регрутовани                             | (940.000)    |
| Ослобођени ратни заробљеници враћени у СССР                | (1,836,000)  |
| Укупни губици                                              | 8,668,000    |

- Отпуштено током рата од 9.693.000 укључује 3.798.200 послато на боловање; 3.614.600 пребачено на рад у индустрију, противваздушну одбрану и оружану гарду; 1.174.600 послати трупама и органима НКВД-а; 250.400 пребачено у пољску, чехословачку и румунску војску; 436.600 затвореника; 206.000 отпуштено; и 212.400 није пронађено након дезертирања, издвојено из конвоја или нестало у војним областима у унутрашњости. [40]
- Током рата 422.700 људи послато је у казнене јединице на фронту и није отпуштено. [45]

Јачина снага из јуна 1945. од 12.840.000 укључивала је 11.390.600 у активној служби; 1.046.000 у болници; и 403.200 у цивилним одељењима.
|                                                | Рањен        | Болесно     | Укупно       |
| ---------------------------------------------- | ------------ | ----------- | ------------ |
| Укупно                                         | 14,685,593   | 7,641,312   | 22,326,905   |
| Ових:                                          |              |             |              |
| Отпуштен                                       | (3,050,733)  | (747.425)   | (3,798,158)  |
| Вратио се на дужност                           | (10,530,750) | (6,626,493) | (17,157,243) |
| Умро (такође укључено у ненадокнадиве губитке) | (1,104,110)  | (267.394)   | (1,371,504)  |

| Опис                      | губици     | Рањено и болесно | Укупно губитака |
| ------------------------- | ---------- | ---------------- | --------------- |
| 1941 3rd Q                | 2,129,677  | 687,626          | 2,817,303       |
| 1941 4th Q                | 1,007,996  | 648,521          | 1,656,517       |
| 1942 1st Q                | 675,315    | 1,179,457        | 1,854,772       |
| 1942 2nd Q                | 842,898    | 706,647          | 1,549,545       |
| 1942 3rd Q                | 1,224,495  | 1,283,062        | 2,507,557       |
| 1942 4th Q                | 515,508    | 941,896          | 1,457,404       |
| 1943 1st Q                | 726,714    | 1,425,692        | 2,152,406       |
| 1943 2nd Q                | 191,904    | 490,637          | 682,541         |
| 1943 3rd Q                | 803,856    | 2,060,805        | 2,864,661       |
| 1943 4th Q                | 589,955    | 1,567,940        | 2,157,895       |
| 1944 1st Q                | 570,761    | 1,572,742        | 2,143,503       |
| 1944 2nd Q                | 344,258    | 965,208          | 1,309,466       |
| 1944 3rd Q                | 510,790    | 1,545,442        | 2,056,232       |
| 1944 4th Q                | 338,082    | 1,031,358        | 1,369,440       |
| 1945 1st Q                | 557,521    | 1,594,635        | 2,152,156       |
| 1945 2nd Q                | 243,296    | 618,055          | 861,351         |
| Далеки исток              | 12,031     | 24,425           | 36,456          |
| Војска и морнарица        | 11,285,057 | 18,344,148       | 29,629,205      |
| Граничне/интерне јединице | 159,100    |                  |                 |
| Оперативни губици         | 11,444,100 |                  |                 |
| Укупно                    | 8,668,400  |                  |                 |

Група Кривошејева је проценила губитке за рани део рата, јер од 1941. до 1942. ниједна окружена или поражена дивизија није пријавила своје губитке.
Укупан број рањених и болесних обухвата 15.205.592 рањеника, 3.047.675 болесника и 90.881 промрзлина . У укупно 11.444 милиона ненадокнадивих губитака укључено је 1,100.327 умрлих од рана у болници.
У извештајима са терена наведено је да је број рањених и болесних 18.344.148, док је на евиденцији војног санитета укупно 22.326.905. Према Кривошејеву, разлика се може објаснити чињеницом да је медицинска служба укључивала болесно особље које није учествовало у борбама. 
| Старосна група     | Укупни губици | % укупних губитака |
| ------------------ | ------------- | ------------------ |
| Испод 20 година    | 1,560,000     | 18.0               |
| 21–25              | 1,907,000     | 22.0               |
| 26–30              | 1,517,000     | 17.5               |
| 31–35              | 1,430,200     | 16.5               |
| 36–40              | 1,040,200     | 12                 |
| 41–45              | 693,500       | 8                  |
| 46–50              | 433,400       | 5                  |
| преко 50 година    | 86,700        | 1                  |
| Све старосне групе | 8,668,400     | 100                |

### Критика Кривошејева
Кривошевљеву анализу оспоравали су независни научници у Русији. Његови критичари тврде да је потценио број несталих у акцији и смртних случајева ратних заробљеника и смрти службеног особља у позадинским болницама.  Макхмут Гареев, бивши заменик начелника Генералштаба Оружаних снага СССР-а, тврди да су објављене информације о совјетским жртвама дело појединачних аутора, а не засноване на званичним подацима. Према Гарејеву, руска влада није обелоданила стварне губитке у рату.
- Подаци наведени у студији Кривошејева су оспорени, СН Михалев је оценио губитке борбених снага на 10.922.000 [51] Историчар Виктор Земсков је проценио да је укупно војних погинулих 11,5 милиона.[6] У својој књизи Кристијан Хартман износи збир на 11,4 милиона.[52] Неки истраживачи у Русији процењују укупне демографске губитке војске на скоро 14,0 милиона. СН Микахлев је ставио укупне губитке на 13,7 милиона [53] САИл'Енков у руском војном архиву верује да су укупни губици били 13.850 милиона. [7]
- Кривошејевски критичари тврде да је потценио број несталих и ратних заробљеника. Према Виктору Земскову, укупно погинулих ратних заробљеника било је 2,3 милиона и број који недостаје у акцији 1.5 милиона, 2.2 милиона више од Кривошејева. Он је напоменуо да та бројка укључује војне заробљенике, као и милиције, герилце, специјалне јединице различитих цивилних одељења.[54] СН Микхалев је тврдио да је Кривошејев потценио ненадокнадиве губитке за 2.254 милиона [55] Подаци објављени у Русији указују на губитке совјетских ратних заробљеника од 2.543.000 (5.734.000 је заробљено, 821.000 пуштено у немачку службу у немачкој војсци и 2.371.000 ослобођено) [54][56]
- Од укупне снаге на крају рата одузето је 1.046.000 послатих у болнице. Према подацима Кривошејева, 3.798.000 људи је отпуштено из здравствених разлога, од којих је 2.576.000 постало инвалида. Кириошејев не укључује стање од 1.222.000 са погинулима у рату. СА Ил'Енков, званичник Руског војног архива, сматра да „комплексна војна ситуација на фронту није увек дозвољавала да се изврши потпуни обрачун губитака, посебно у првим годинама рата”. Он је истакао да извештаји са теренских јединица не обухватају смрт рањеника и болесника у позадинским болницама. [7] СН Микхалев је оценио укупне губитке на 13,7 милиона, на основу своје анализе докумената Министарства одбране да је укупно 2.6 милион службеника умрло од болести или рана у болницама, 1.5 милиона више од цифре у студији Кривошејева. [53]
- 994.300 [53] Особље осуђено за кривична дела, према Кривошејеву 422.700,[57] послато је у " казнене подјединице на фронту". СН Микхалев је тврдио да казнене подјединице нису обухваћене жртвама које су пријавиле снаге на терену. [58] Према СН Михалеву, 135.000 припадника службе је погубљено након што је осуђен, он је веровао да они нису укључени у неборбене губитке фронталних јединица. [58] Кривошејев тврди да су погубљени укључени у неборбене губитке теренских снага.[57] Кривошејев наводи додатних 436.600 људи који су били „затворени“ током рата и одузети су од укупног броја активних на дужности на крају рата.[57] Међутим, СН Микхалев укључује оне који су затворени са ненадокнадивим губицима [59]

#### Смртност ратних заробљеника
Западни научници процењују 3,3 милиона мртвих од 5,7 милиона укупно заробљених совјетских заробљеника.   Према немачким подацима, одведено је 5.734.000 совјетских ратних заробљеника  Између 22. јуна 1941. и краја рата, отприлике 5,7 милион припадника Црвене армије пао је у немачке руке. Јануара 1945. 930.000 је још било у немачким логорима. Отпуштено је највише милион, од којих су већина били такозвани 'добровољци' (Хилфсвиллиге) за (често обавезну) помоћну службу у Вермахту. Још 500.000, према процени Врховне команде армије, или је побегло или је ослобођено. Преосталих 3.300.000 (57,5 посто од укупног броја) је страдало. ". Међутим, према Кривошејеву, Немци су тврдили да су заробили до 5.750 милиона ратних заробљеника, он тврди да су бројке у нацистичкој пропаганди укључивале цивиле и војне резервисте који су били ухваћени у немачком окружењу. Кривошејев наводи да је број совјетских војних заробљеника који су заправо послати у логоре на 4.059.000.  Кривошејев је тврдио да број од 3,0 милиона мртвих заробљеника који су пријављени у западним изворима укључује партизане, милицију и војно способне цивиле који су узети као ратни заробљеници у раним фазама рата 1941.  Поред немачких ратних заробљеника, Румунија је заробила 82.090 совјетских заробљеника, 5.221 је погинуо, 3.331 је побегао, а 13.682 је 

#### Анализа С. Н. Микхалева
Године 2000. СН Микхалев  је објавио студију о совјетским жртвама. Од 1989. до 1996. године био је сарадник Института за војну историју Министарства одбране. Михалев је оспорио Кривошевљеву цифру од 8,7 милиона мртвих у рату, а на основу анализе регрутованих је оценио да је совјетска војска погинула на више од 10,9 милиона људи. Он је тврдио да се званичне бројке не могу помирити са укупним бројем регрутованих мушкараца и да су смрти заробљеника потцијењене. Михалев је оценио укупне ненадокнадиве губитке на 13,7 милиона; веровао је да званичне бројке потцењују губитке заробљеника и нестале, да смрт војног особља осуђеног за кривична дела није укључена у укупне губитке и да је број умрлих од рана потцењен. 

#### Осуђен за кривична дела совјетске војске
С. Н. Михалев је у своју цифру укључио ненадокнадиве губитке смрти 994.300 совјетских војних лица која су осуђена за кривична дела током рата (422.700 послато у казнене батаљоне, 135.000 погубљено и 436.600 затворено).

#### База података руског војног архива
Алтернативни метод је утврђивање губитака из базе података руског војног архива појединачних погинулих у рату. СА Ил'Енков, званичник Руског војног архива, сматра да „комплексна војна ситуација на фронту није увек омогућавала вођење потпуног обрачуна губитака, посебно у првим годинама рата“ Он је истакао да у извештајима теренских јединица нису уврштени смртни случајеви рањеног особља у позадинским болницама. Ил'Енков је тврдио да су информације у абецедним картотекама Руског војног архива „непроцењиво богатство историје које може помоћи у решавању проблема цене совјетске победе“  Ил'Енков је тврдио да може да пружи тачан обрачун ратних губитака. У закључку је рекао: „Утврдили смо број ненадокнадивих губитака наших Оружаних снага у време Великог отаџбинског рата од око 13.850.000  . Кривошејев је сматрао да је база података о појединачним ратним мртвима непоуздана јер су неки кадровски досијеи дуплирани, а други изостављени.

#### Критичари
Критичари званичних података руског Министарства одбране заснивају своје аргументе на самоанализи докумената у совјетским архивима и демографским моделима совјетског становништва током Стаљинове ере.

#### Мушки ратни мртви
Андреев, Дарски и Каркова (АДК) стављају укупне губитке на 26,6 милиона. Аутори нису оспорили извештај Кривошева од 8.7 милиона мртвих војника. Њихова демографска студија процењује да је укупан број погинулих у рату износио 26,6 милиона укључених 20.0 милиона мушкараца и 6,6 милиона жена. Средином 1941. СССР је био домаћин 8.3 милион више жена; до 1946. овај јаз је нарастао на 22,8 милиона, повећање од 13,5 милиона. 

## Губици цивила
У раду из 1995. објављеном од стране МВ Филимошина, сарадника руског министарства одбране, број цивилних жртава у регионима које је окупирала Немачка износи 13,7 милиона. Филимошин је цитирао изворе из совјетске ере како би подржао своје бројке и користио изразе " геноцид " и "истребљење с предумишљајем" када је говорио о смрти 7,4 милиона цивила изазваних директним, намерним насиљем. Цивили убијени у одмазди током совјетског партизанског рата чине већи део.  Филимошин је проценио да су смртни случајеви цивилних принудних радника у Немачкој укупно 2,1 милиона. Немачка је водила политику принудне конфискације хране која је довела до смрти од глади око 6% становништва, или 4,1 милиона.  Извори из руске владе тренутно наводе ове бројке о цивилним жртвама у својим званичним изјавама.
| Смрти узроковане резултатом директних, намерних радњи насиља | 7,420,135  |
| Смрт принудних радника у Немачкој                            | 2,164,313  |
| Смрти услед глади и болести у окупираним крајевима           | 4,100,000  |
| Укупно                                                       | 13,684,448 |

- Извори наведени за ове бројке су из совјетског периода. [18] Статистика од 7.420 Виктор Земсков оспорио је милион погинулих цивила у рату који је веровао да је стварни број погинулих цивила најмање 4,5 милиона. Он је тврдио да званичне бројке укључују ратне заробљенике, лица која су емигрирала из земље и борце милиције/партизана. Према његовој анализи, број смртних случајева принудног радника од 2.164 милиона укључује салдо губитака који није пријављен у Кривошевовој цифри од 8.668 милион погинулих у рату, укључујући ратне заробљенике [6][44][54]
- Цивилни губици укључују 57.000 погинулих у бомбардовању (40.000 Стаљинграда и 17.000 Лењинграда). [18]
- Руски извори укључују јеврејске смрти у холокаусту међу укупним цивилима. Гилберт је оценио јеврејске губитке на милион у границама из 1939. године; Смртни случајеви у холокаусту на анексираним територијама износили су додатних 1,5 милиона, чиме су укупни јеврејски губици износили 2,5 милиона.[74]
- Цивилни губици укључују и погибије у опсади Лењинграда. Према Давиду Глантзу, совјетска процена из 1945. представљена на суђењу у Нирнбергу била је 642.000 смртних случајева цивила. Он је приметио да извор из совјетске ере из 1965. наводи да је број мртвих у опсади Лењинграда био „већи од 800.000“, а да руски извор из 2000. износи 1.000.000 мртвих.[75] Други руски историчари наводе да је број погинулих у Лењинграду између 1,4 и 2,0 милиона. [76]
- Руски извори тврде да је било 4.1 милиона мртвих од глади у областима које је окупирала Немачка. [18] Руски извори такође наводе 2,5 до 3,2 милиона совјетских цивила страдалих од глади и болести на неокупираној територији СССР-а, што је проузроковано ратним несташицама у позадинским областима.[77]
- Ове жртве су за 1941–1945 у границама СССР-а 1946–1991. [3] У цивилне губитке укључени су и смрти на територијама које је СССР припојио 1939–1940, укључујући 600.000 у балтичким државама [78] и 1.500.000 у источној Пољској (500.000 етничких Пољака и 1 милиона Јевреја).[79]
- Документи из совјетских архива износе укупан број умрлих затвореника у Гулагу од 1941. до 1945. године на 621.637. У извештају из 1995. године Виктор Земсков је приметио „због општих потешкоћа 1941–1945 у логорима, ГУЛАГ-у и затворима, умрло је око 1,0 милиона затвореника.[24]

## Укупни губици становништва

### Демографске студије губитака становништва

#### Студије Андреева, Дарског и Харкова
ЕМ Андреев, ЛЕ Дарски и ТЛ Харкова („АДК“) су аутори „Популација Совјетског Савеза 1922–1991“, коју је објавила Руска академија наука 1993. године. Андреев је радио у Институту за истраживање демографије Централног статистичког бироа (сада Истраживачки институт за статистику Федералне државне службе за статистику Русије). Студија је проценила укупне совјетске ратне губитке од 26,6 милиона. Од 2015. ово је била званична цифра руске владе за укупне губитке. Ови губици су пре демографска процена него тачан обрачун.
| Становништво у јуну 1941. године               | 196,700,000  |
| Рођења током рата                              | 12,300,000   |
| Смрт природном смрћу током рата живих пре рата | (11.900.000) |
| Смрти живих пре рата у вези са ратом           | (25.300.000) |
| Смрти рођених током рата у вези са ратом       | (1.300.000)  |
| Укупно становника 1. јануара 1946. године      | 170,500,000  |

 напомене:
- Према Андрејеву, Дарском и Харкову (АДК) укупан губитак становништва услед рата био је 26,6 милиона (1941–1945). [3] Они тврде да између 9-10 милиони од укупног броја погинулих у совјетском рату били су због погоршања услова живота у читавом СССР-у, укључујући и регион који није био окупиран. [3] Укупан губитак од 26,6 милиона заснива се на претпоставци да је ратни пораст морталитета новорођенчади износио 1,3 милиона и да је број умрлих природном смрћу опао током рата. Укупна годишња стопа морталитета (особа која су умрла природном смрћу) опала је са 2,17% у 1940. на 1,58% у 1946. [80] Пад броја особа које су умрле природном смрћу током рата био је због чињенице да је несразмерно велики број одраслих, у рату су страдали посебно мушкарци, а преживјеле особе до 18 година и жене. Број рођених током рата заснован је на послијератном истраживању укупне стопе фертилитета које је ставило број рођених током рата на око половину предратног нивоа. Главне области неизвесности биле су процењене бројке становништва на територијама припојеним од 1939. до 1945. године и губитак становништва услед емиграције током и после рата. Бројке укључују жртве совјетске репресије и смрт совјетских грађана у немачкој војној служби. [81] Мајкл Хејнс је приметио: „Не знамо укупан број смртних случајева као резултат рата и сродне политике“. Знамо да је демографска процена вишка смртних случајева била 26,6 милиона плус додатних 11,9 милиона природних смрти особа рођених прије рата и 4.2 милиона деце рођене током рата који би се десио у мирнодопско време, чиме је укупан број мртвих био 42,7 милиона. У овом тренутку стварни укупан број смртних случајева узрокованих ратом није познат, јер међу 16.1 милиона „природних смрти“ једни би умрли мирно, а други као последица рата. [5]
- Погибија цивила детаљно је описана у руској студији – Људски губици СССР-а у периоду Другог светског рата: [82] Погибија цивила услед намерних акција насиља 7.420.000; [18] Смрт принудних радника 2.164.000; [18] Смртних случајева услед глади и болести 8.500.000 (укључујући 4.1 милиона на окупираним територијама). [18]
- Званични укупан број мртвих војника према анализи Кривошејева је 8.668.000. Министарство одбране Русије тврди да њихов број од 8.668 милиона је тачно на основу помирења регрутованих. Званични број мртвих 2.164.000 принудних радника могао би укључити ратне заробљенике које војска сматра цивилима. Критичари Кривошејева сматрају да би међу ратним мртвима требало додати додатних 2,9 милиона лица, према њиховој анализи, број ратних заробљеника и несталих је потцењен у званичним бројкама. Виктор Земсков износи 11,5 укупних војних мртвих (1941–45). милиона.[6] Академска студија из 2013. је показала да је совјетска војска мртва у 11.4 милиона.[83]
- Поред погинулих у рату било је 622.000 особа које су након рата остале у иностранству. [3]
- Рођени и природни смртни случајеви током рата су грубе процене јер су виталне статистике биле нетачне.
- Бројке не укључују процењених 20 милиона деце која нису рођена јер је рат смањио стопу плодности/наталитета.
- АДК је истакао да су почетна популација 1941. и крајња популација 1. јануара 1946. грубе процене јер су бројке за територије припојене 1939–1940 и емиграцију из СССР-а током рата засноване на фрагментарним информацијама.

| Године         | Средина 1941–мушкарци (милиони) | 1941–45 смрт мушкараца (милиони) | % старосна група | средина 1941–жене (милиони) | 1941–45 смрт жена (милиони) | % старосна група | средина 1941–укупна популација (милиони) | 1941–45 укупно смрти (милиони) | % старосна група |
| -------------- | ------------------------------- | -------------------------------- | ---------------- | --------------------------- | --------------------------- | ---------------- | ---------------------------------------- | ------------------------------ | ---------------- |
| 0–14           | 27.879                          | 1.425                            | 5.1%             | 27.984                      | 1.398                       | 5.0%             | 55.863                                   | 2.823                          | 5.1%             |
| 15–19          | 11.092                          | 1.064                            | 9.6%             | 11.220                      | 0.340                       | 3.0%             | 22.312                                   | 1.404                          | 6.3%             |
| 20–34          | 24.948                          | 9.005                            | 36.1%            | 26.330                      | 2.663                       | 10.1%            | 51.278                                   | 11.668                         | 22.8%            |
| 35–49          | 18.497                          | 6.139                            | 33.2%            | 20.236                      | 781                         | 3.9%             | 38.733                                   | 6.920                          | 17.9%            |
| Over 49        | 11.999                          | 2.418                            | 20.2%            | 16.976                      | 1.380                       | 8.1%             | 28.975                                   | 3.798                          | 13.1%            |
| All Age Groups | 94.415                          | 20.051                           | 21.2%            | 102.746                     | 6.562                       | 6.4%             | 197.161                                  | 26.613                         | 13.5%            |

Напомене:
- 0–14 – Смрт 2.8 милиона деце је првенствено због глади и болести изазваних ратом.
- 15–19 – Вишак смрти од 724.000 мушкараца у поређењу са женама је првенствено резултат војних губитака. Регрутација у рату била је 18 година.
- 20–34 – Вишак смрти од 6.342.000 мушкараца у поређењу са женама је првенствено резултат војних губитака. Смрт 2.663.000 жена је показатељ да су биле умешане у партизански рат и да су постале жртве нацистичких репресалија.
- 35–49 – Вишак смрти од 5.358.000 мушкараца у поређењу са женама био је првенствено због војних губитака.
- Преко 49 – Вишак смрти од 1.038.000 мушкараца у поређењу са женама је првенствено резултат војних губитака. Неки су служили у Оружаним снагама. Други су били укључени у партизански рат и постали жртве нацистичких репресалија.
- Сви узрасти – Вишак смрти од 13.489.000 мушкараца у поређењу са женама био је првенствено због војних губитака са редовним снагама, као и са партизанским снагама. Бројке су јасан показатељ да су многи совјетски цивили погинули у рату од одмазде, глади и болести.

#### Бирачки спискови на изборима 1946
Друга студија, Демографска историја Русије 1927–1959, анализирала је бираче на совјетским изборима у фебруару 1946. како би проценила преживело становништво старије од 18 година на крају рата. Број становника испод 18 година процењен је на основу пописа из 1959. године. Службена евиденција наведена 101.7 милиона уписаних бирача и 94,0 милиона стварних бирача, 7,7 милиона мање од очекиване. АДК је сматрао да званични резултати избора 1946. нису добар извор за процену броја становника. Сматрају да би укупан број очекиваних бирача требало повећати за 10,5 милиона јер је бирачки списак искључивао оне који су били лишени права, у затвору или у избеглиштву. АДК је тврдио да многи млади војници нису учествовали на изборима, као и прецењивање жена у руралним областима без интерних пасоша које су настојале да избегну принудни тешки рад. У укупан број бирача укључено је 29,9 милиона „вишка” жена. Међутим, број очекиваних гласача према процени АДК, јаз између мушкараца и жена је 21,4 милиона, што је приближно 20.7 милионски јаз откривен пописом из 1959. године. Предратно становништво 1939. године (укључујући припојене територије) имало је вишак од 7,9 милиона жена. Анализа АДК је показала да се јаз повећао за око 13,5 милиона.  

#### Алтернативни извори демографских губитака
Руски демограф Рибаковски пронашао је широк спектар процена за све погинуле у рату. Проценио је стварни број становника 1941. године на 196,7 милиона и губици на 27–28 милиона. Он је навео бројке које се крећу од 21,7 до 46 милиона. Рибаковски је признао да су компоненте које се користе за израчунавање губитака неизвесне и спорне.
Процене становништва за средину 1941. крећу се од 191,8 до 200,1 милиона, док се број становника на крају 1945. кретао од 167,0 милиона до 170,6 милиона. На основу предратног наталитета, мањак становништва износио је око 20 милиона рођених 1946. Неки су рођени и умрли током рата, док се равнотежа никада није родила. За сваку групу су доступне само грубе процене. Процене становништва на територијама припојеним од 1939. до 1945. крећу се од 17 до 23 милиона људи. 
Рибаковски је дао списак различитих процена совјетских ратних губитака од стране руских научника од 1988.
| Аналист                        | Смрт (у милионима) |
| ------------------------------ | ------------------ |
| А. Кваша (1988)                | 26–27              |
| А. Самсонов (1988)             | 26–27              |
| Иу. Пољаков (1989)             | 26–27              |
| ЛЛ Рибаковски (1989)           | 27–28              |
| И. Курганов (1990)             | 44                 |
| С. Иванов (1990)               | 46                 |
| ЕМ Андреев (1990)              | 26.6               |
| А. Самсонов (1991)             | 26–27              |
| А. Шевјаков (1991)             | 27.7               |
| А. Шевјаков (1992)             | 29.5               |
| В. Елисејев, С. Михалев (1992) | 21.8               |
| А. Соколов (1995)              | 21.7–23.7          |
| Борис Соколов (1998)           | 43.3               |

### Процене губитака по појединим републикама
Бивше совјетске републике Савремене нације које су раније биле совјетске републике оспоравају анализу Кривошејева. У директном преносу од 16. децембра 2010, Разговор са Владимиром Путином, тврдио је да је Руска Федерација претрпела највеће пропорционалне губитке у Другом светском рату — 70 процената од укупног броја. Званичне процене бивших република СССР-а тврде да су војни губици већи од оних из извештаја Кривошејева за 3,5 пута. Сајт совсекретно.ру тврди да нема књига сећања објављених у СССР-у, Русији и другим савременим републикама 80-их и 90-их година у којима се наводе жртве од 25 одсто или мање, али има много књига сећања са 50 процената и више, а неки нам говоре о стопи смртности од 70, 75, 76 и до 79 процената међу регрутима.
(А) Украјинске власти и историчари ватрено оспоравају ове бројке. Само војне жртве могу се процијенити на више од 7 милиона, према завршном тому украјинске књиге „У сећању на потомство“ и истраживању ВЕ Корола, пише амерички (бивши совјетски) доктор историје Вилен Љулечник. Бивши председник Украјине Виктор Јанукович тврди да је Украјина изгубила више од 10 милиона живота током Другог светског рата.
(Б) Према белоруском војном историчару, доктору историје, професору В. Лемесхоноку, белоруске војне жртве, укључујући партизане и припаднике подземних група, премашују 682.291.
(Ц) Књига сећања владе Татарстана садржи имена око 350.000 становника републике, углавном Татара.
(Д) Израелски историчар Јицак Арад тврди да је око 200.000 совјетских Јевреја или 40 одсто свих војних војника убијено у биткама или заточеништву – што је највећи проценат од свих народа СССР-а.
(Е) Казахстан процењује своје војне жртве на 601.029.
(Ф) Јермени процењују своје војне жртве на преко 300.000.
(Г) Грузијци такође процењују своје војне жртве на преко 300.000.
(И) Између осталих, Азербејџанци тврде да имају војне губитке од 300.000, Башкири од око 300.000, Мордве од 130.000 и Чуваши од 106.470. Али једна од најтрагичнијих личности долази из Далекоисточне републике Јакутије и њене мале нације. 37.965 грађана, углавном Јакута, или 60,74 одсто од 62.509 регрутованих није се вратило кући, а 7.000 се сматра несталим. У републици је од тешке глади умрло око 69.000. Овај народ није могао да обнови своје становништво ни под пописом из 1959. године. Рекордне процене од 700.000 војних жртава од укупно 1,25 милиона Туркменистана (од којих су нешто мање од 60 одсто Туркмени) приписује се покојном председнику Туркменистана Сапармурату Нијазову . Историчари их не сматрају поузданима.

### Процењени губици за сваку совјетску републику
Руски историчар Вадим Ерликман наводи да је укупно погинулих у рату 10,7 милиона, што је више од 8,7 Кривошејева милиона за додатна два милиона. Ова додатна два милиона би вероватно укључивала совјетске ратне заробљенике који су умрли у нацистичком заробљеништву, партизане и милицију.
| Совјетска Република | Популација 1940 | Мртви у војсци | Цивилне смрти | Укупно     | Смрт по % 1940 Поп. |
| ------------------- | --------------- | -------------- | ------------- | ---------- | ------------------- |
| Armenian SSR        | 1,320,000       | 150,000        | 30,000        | 180,000    | 13.6%               |
| Azerbaijan SSR      | 3,270,000       | 210,000        | 90,000        | 300,000    | 9.1%                |
| Byelorussian SSR    | 9,050,000       | 620,000        | 1,670,000     | 2,290,000  | 25.3%               |
| Estonian SSR        | 1,050,000       | 30,000         | 50,000        | 80,000     | 7.6%                |
| Georgian SSR        | 3,610,000       | 190,000        | 110,000       | 300,000    | 8.3%                |
| Kazakh SSR          | 6,150,000       | 310,000        | 350,000       | 660,000    | 10.7%               |
| Kirghiz SSR         | 1,530,000       | 70,000         | 50,000        | 120,000    | 7.8%                |
| Latvian SSR         | 1,890,000       | 30,000         | 230,000       | 260,000    | 13.7%               |
| Lithuanian SSR      | 2,930,000       | 25,000         | 350,000       | 375,000    | 12.7%               |
| Moldavian SSR       | 2,470,000       | 50,000         | 120,000       | 170,000    | 6.9%                |
| Russian SFSR        | 110,100,000     | 6,750,000      | 7,200,000     | 13,950,000 | 12.7% (A)           |
| Tajik SSR           | 1,530,000       | 50,000         | 70,000        | 120,000    | 7.8%                |
| Turkmen SSR         | 1,300,000       | 70,000         | 30,000        | 100,000    | 7.7%                |
| Uzbek SSR           | 6,550,000       | 330,000        | 220,000       | 550,000    | 8.4%                |
| Ukrainian SSR       | 41,340,000      | 1,650,000      | 5,200,000     | 6,850,000  | 16.3% (B)           |
| Unidentified        | -               | 165,000        | 130,000       | 295,000    |                     |
| Total USSR          | 194,090,000     | 10,700,000     | 15,900,000    | 26,600,000 | 13.7%               |

- Извор бројки на табели је Вадим Ерликман. Потери народонаселенииа в XX веке : справоцхник. Москва 2004. пп. 23–35 Ерликман примећује да су ове бројке његове процене. Ова табела укључује губитке цивила у транскавказским и централноазијским републикама услед глади и болести изазваних ратним недостацима, које је проценио Вадим Ерликман.

### ОБД меморијална база података
Имена совјетских погинулих у рату представљена су у Меморијалној бази података ОБД (Централна банка података) на мрежи 

## Узроци
Црвена армија је претрпела катастрофалне губитке у људству и опреми током првих месеци немачке инвазије. У пролеће 1941. Стаљин је игнорисао упозорења својих обавештајних служби о планираној немачкој инвазији и одбио је да стави оружане снаге у стање приправности. Највећи део совјетских борбених јединица био је распоређен у пограничним регионима у нижем стању приправности. Суочене са немачким нападом, совјетске снаге су затечене. Велики број совјетских војника је заробљен, а многи су погинули због бруталног малтретирања заробљеника од стране нациста. Еарл Ф. Зиемке је задржао велике совјетске губитке могу се приписати „мање ефикасним медицинским услугама и совјетској тактици, која је током целог рата имала тенденцију да буде скупа у смислу људског живота“ 
Руски научници приписују велики број цивилних жртава нацистичком Генералплану Ост који је совјетске народе третирао као „ подљуде “, они користе термине „геноцид“ и „истребљење с предумишљајем“ када говоре о губицима цивила у окупираном СССР-у.  Немачка окупациона политика спроведена у оквиру Плана глади резултирала је конфискацијом залиха хране што је резултирало глађу у окупираним регионима. Током совјетске ере партизански поход иза линија био је приказан као борба локалног становништва против немачке окупације. Да би сузбиле партизанске јединице, нацистичке окупационе снаге су се упустиле у кампању бруталних одмазди над недужним цивилима. Опсежне борбе уништиле су пољопривредно земљиште, инфраструктуру и читаве градове, остављајући велики део становништва без крова над главом и без хране. Током рата совјетски цивили су одвођени у Немачку као принудни радници у нехуманим условима.  

## Резиме процена и њихових извора
Процене совјетских губитака у Другом светском рату крећу се од 7 милиона на преко 43 милиона.  Током комунистичке ере у Совјетском Савезу историјско писање о Другом светском рату било је под цензуром и објављени су само званични одобрени статистички подаци. У СССР-у током периода Гласности под Горбачовим и у посткомунистичкој Русији жртве у Другом светском рату су поново процењене и званичне бројке су ревидиране.

### 1946-1987
Јосиф Стаљин је у марту 1946. изјавио да су совјетски ратни губици 7 милиона мртвих. Ово је требало да буде званична цифра све до Хрушчовљеве ере.  Новембра 1961. Никита Хрушчов је изјавио да су совјетски ратни губици износили 20 милион; то је требало да буде званична фигура све до Горбачовљеве ере Гласности.   Леонид Брежњев је 1965. године навео број совјетских жртава у рату на „више од 20 милиона“  Иван Конев је на конференцији за штампу совјетског Министарства одбране у мају 1965. изјавио да су совјетски војници погинули у Другом светском рату били 10 милиона.  Совјетски демограф Борис Урланис је 1971. године оценио губитке на 20 милиона укључујући 6.074.000 цивила и 3.912.000 ратних заробљеника које је убила нацистичка Немачка, војних мртвих је процењено на 10 милиона. 
Документи Ванредне државне комисије припремљени у марту 1946. тек објављени до 1990-их наводе 6.074.857 убијених цивила, 3.912.283 мртвих ратних заробљеника, 3.999.796 мртвих током немачког принудног рада и 641.803 цивила умрлих од глади током Ленрад Сирада . Совјетски генералштаб је проценио губитке на 8.668.000 мртвих и несталих, међутим подаци Генералштаба нису објављени све до 1993. године. Такође 688.772  совјетских грађана који су након рата остали у западним земљама укључено је у ратне губитке.

### 1988-1992
У периоду Гласности званична бројка од 20 совјетски научници су оспорили милион мртвих у рату. У 1988–1989, процене од 26 до 28 у совјетској штампи појавио се милион мртвих у рату.  Руски научник Дмитриј Волкогонов, који је тада писао, проценио је укупне смртне случајеве у рату на 26–27.000.000, укључујући 10.000.000 у војсци. У марту 1989. Михаил Горбачов је основао комитет за истраживање совјетских ратних губитака. У говору у мају 1990. Горбачов је навео цифру о укупним совјетским губицима од „скоро 27 милиона“. Ова ревидирана бројка је резултат истраживања комитета који је основао Горбачов и који је процијенио да је укупан број мртвих у рату између 26 и 27 милиона.  У јануару 1990. МА Моисејев, начелник Генералштаба совјетских оружаних снага, први пут је у интервјуу открио да је совјетских војних погинулих укупно 8.668.400. Руски научник АА Шевјаков је 1991. објавио чланак са резимеом цивилних губитака на основу његове анализе архивске документације совјетске ванредне државне комисије, цивилима је дато 17,7 мртвих. милиона.  У другом чланку из 1992. године, АА Шевјаков је навео цифру од 20,8 милион мртвих цивила;  није дато никакво објашњење за разлику.   

### Руси објављени на Западу 1950–83
Совјетски пуковник Калинов је 1949. пребегао на запад, где је објавио књигу у којој тврди да совјетски записи указују на војни губитак од 13,6 милиона мушкараца, укључујући 2,6 милиона мртвих заробљеника.  Сергеј Максудов, руски демограф који живи на западу, проценио је совјетске ратне губитке на између 24,5 и 27,4 милиона, укључујући 7,5 милиона мртвих војника.   Совјетски математичар Јосиф Г. Диадкин објавио је студију у Сједињеним Државама у којој је процењен укупан губитак совјетског становништва од 1939. до 1945. године, услед рата и политичке репресије, на 30 година. милиона. Дјадкин је затворен због објављивања ове студије на западу. 

### западни научници
Историчари који пишу изван Совјетског Савеза и Русије су проценили различите изворе на руском језику и понудили своје процене совјетских ратних мртвих. Ево листе процена признатих научника објављених на Западу.
|                                           |                                |                                                                 |                                                                    |
| Извор                                     | Смрт војника                   | Цивилни губици                                                  | Укупно мртвих                                                      |
| Frank Lorimer (1946),                     | 5,000,000                      | 11,000,000                                                      | 16,000,000 (within 1940 borders)                                   |
| Pierre George (1946)                      | 7,000,000                      | 10,000,000                                                      | 17,000,000                                                         |
| N. S. Timasheff (1948),                   | 7,000,000                      | 18,300,000                                                      | 25,300,000                                                         |
| Helmut Arntz (1953)                       | 13,600,000                     | 7,000,000                                                       | 20,000,000+                                                        |
| Jean-Noël Biraben (1958)                  | 8,000,000                      | 6,700,000                                                       | 14,700,000                                                         |
| Warren W. Eason (1959)                    | 10,000,000                     | 15,000,000                                                      | 25,000,000                                                         |
| E. Ziemke (1968)                          | more than 12,000,000           |                                                                 |                                                                    |
| Albert Seaton (1971)                      | 10,000,000                     |                                                                 |                                                                    |
| Gil Elliot (1972)                         | 10,000,000                     | 10,000,000                                                      | 20,000,000                                                         |
| Charles Messenger (1989)                  |                                |                                                                 | 20,000,000                                                         |
| John Keegan (1989)                        | 7,000,000                      | 7,000,000                                                       | 14,000,000                                                         |
| R. J. Rummel (1990)                       | 7,000,000                      | 12,250,000                                                      | 19,625,000 plus 10,000,000 due to Soviet repression                |
| John Ellis (1993)                         | 11,000,000                     | 6,700,000                                                       | 17,700,000                                                         |
| Michael Ellman and Sergei Maksudov (1994) | 8,700,000                      | 18,000,000                                                      | 26–27,000,000                                                      |
| Norman Davies (1996)                      | 8–9,000,000                    | 16–19,000,000                                                   | 24–28,000,000                                                      |
| Richard Overy (1997)                      | 8,668,400                      | 17,000,000                                                      | 25,000,000                                                         |
| Mark Mazower (1998)                       | 9,500,000                      | 10,000,000                                                      | 19,500,000                                                         |
| David Wallechinsky (1995)                 | 13,600,000                     |                                                                 | 20–26,000,000                                                      |
| Micheal Clodfelter (2002)                 | 8,668,400                      |                                                                 | 20–26,000,000                                                      |
| Michael Haynes (2003)                     | 8,700,000                      | 17,900,000                                                      | 26,600,000                                                         |
| Martin Gilbert (2004)                     | 10,000,000 KIA & 3,300,000 POW | 7,000,000                                                       | 20,000,000+                                                        |
| H. P. Willmott (2004)                     | 8,700,000                      | 16,900,000                                                      | 25,600,000                                                         |
| Tony Judt (2005)                          | 8,600,000                      | 16,000,000                                                      | 24,600,000                                                         |
| Norman Davies (2006)                      | 8,668,000                      | 18,332,000                                                      | 27,000,000                                                         |
| Cambridge History of Russia (2006)        | 8,700,000+                     | 13,700,000 in Nazi occupied USSR and 2,600,000 in interior USSR | 24–26,000,000                                                      |
| Steven Rosefielde (2010)                  | 8,700,000 "all causes"         | "17,700,000 or 20,300,000"                                      | "26,400,000 to 29,000,000" plus 5,458,000 due to Soviet repression |

- Дејвид Гланц тврди да је „рат са нацистичком Немачком коштао Совјетски Савез најмање 29 милиона војних жртава“ (мртвих, рањених и болесних) „Тачне бројке се никада не могу утврдити, а неки ревизионисти су покушали да износе чак 50 милиона" [143]
- Ричард Овери верује да „цифре о војним мртвима објављене 1993… дају најпотпунији извештај који је до сада био доступан, али изостављају три операције које су биле очигледан неуспех. Саме званичне бројке се морају посматрати критички, с обзиром на тешкоће сазнања у хаосу 1941. и 1942. тачно ко је убијен, рањен или чак регрутовано“ [144] Што се тиче мртвих војних лица, Ричард Овери верује да „за сада број од 8,6 милиона мора да се сматра најпоузданијим“ [145]
- Аутори Кембриџ историје Русије дали су анализу совјетских ратних жртава. Укупни губици су били око 25 милиона људи плус или минус 1 милиона. Подаци Црвене армије указују на 8.7 милиона војних погибија, „ова цифра је заправо доња граница“. Званични подаци потцењују губитке ратних заробљеника и оружане погибије партизана. Вишак смртних случајева цивила у нацистички окупираном СССР-у износио је 13,7 милиона људи укључујући 2 милиона Јевреја. Било је додатних 2,6 милиона мртвих у унутрашњости Совјетског Савеза. Аутори сматрају да је „опсег грешке у овом броју веома широк“. Најмање 1 милиона погинулих у ратним логорима ГУЛАГ-а или у депортацијама. Други смртни случајеви су се десили у ратним евакуацијама и због ратне неухрањености и болести у унутрашњости. Аутори тврде да су и Стаљин и Хитлер „били одговорни, али на различите начине“ за ове смрти.

Аутори Кембриџ историје Русије верују да „Укратко, општа слика совјетских ратних губитака сугерише слагалицу. Општи нацрт је јасан: људи су умрли у огромном броју, али у много различитих јадних и страшних околности. Али појединачни делови загонетка се не уклапају добро, а друге тек треба пронаћи“ 
- Стивен Роузфилд оцењује демографске губитке СССР-а у вези са ратом од 1941. до 1945. на 22,0 до 26,0 милиона људи (7.8 милиона војних и 14,2 до 18,2 милиона цивила). Стварни ратни губици су већи јер су неке особе које би мирно умрле заправо страдале у рату. Роузфилд је проценио стварне мртве војске на 8,7 милиона мушкараца и 17,7 до 20,3 милиона цивила убијених од стране нациста у рату (истријебљено, стрељано, спаљено гасом 6,4 или 11,3 милион; глад и болест 8.5 или 6.5 милион; принудни радник у Немачкој 2,8 или 3,0 милион и 500.000 који се нису вратили у СССР после рата.) [142] ‍:72Поред ових смртних случајева у рату, Роузфилд је такође проценио вишак смртних случајева који се приписују „укупним потенцијалним злочинима против човечности“ услед совјетске репресије на 2.183 милиона људи 1939–40 и 5.458 милиона од 1941. до 1945. Бројке за губитке због совјетске репресије не укључују 1 милиона војних погибија мушкараца регрутованих из Гулага у казнене самоубилачке батаљоне.[142] ‍:179
- Према историчару Тимотију Снајдеру, „у Другом светском рату је погинуло више становника совјетске Украјине него становника совјетске Русије, како су израчунали руски историчари“. Ове примедбе су изнете на конференцији „Историјска одговорност Немачке према Украјини “ („Деутсцхен Хисторисцхен Верантвортунг фур дие Украине“), немачки Бундестаг, Берлин, Немачка, 20. јуна 2017.[147]